# Jean-Baptiste Pigalle
Jean-Baptiste Pigalle (Parigi, 26 gennaio 1714 – 20 agosto 1785) è stato uno scultore francese.
La sua opera godette di larghissima fortuna presso l'aristocrazia del tempo, tanto da essere uno degli artisti prediletti del re Luigi XV e della sua favorita Madame de Pompadour. Nato da una famiglia di scalpellini ebbe inizi modestissimi. Jean-Baptiste Lemoyne (1704-1778), grande didatta ed educatore di un'intera generazione di scultori, lo accolse nel suo studio. A quel tempo, il giovanotto era tutt'altro che brillante (Diderot lo battezzò "le mulet de la sculpture").
Non aveva vinto un Prix de Rome, ma era riuscito comunque a recarvisi e a rimanervi per tre anni, dal 1736 al 1739. Nel suo viaggio di ritorno si soffermò a Lione per un anno e mezzo. Benché poco si conosca circa i suoi periodi di Roma e Lione, non può esservi dubbio che Roma lo fece scultore; fu qui che cominciò a realizzare le proprie ricche potenzialità. Nel 1744 fu eletto membro dell'accademia, presentandosi con un marmo di piccole dimensioni raffigurante Mercurio che si allaccia le ali (oggi al Louvre), che ebbe molto successo.
Nel 1748 realizza una copia in marmo del Mercurio alta due metri che Luigi XV volle inviare in dono al re di Prussia Federico il Grande.
Nel 1752 divenne professore all'accademia e nel 1777 ne fu nominato rettore.
Dal 1756 al 1765 lavorò al monumento di Luigi XV in Place Royal a Reims, che andò distrutto durante la Rivoluzione francese ma di cui si salvarono due figure in bronzo poste alla base del monumento raffiguranti allegorie del governo e del popolo.
Tra il 1765 ed il 1776 scolpì, nella chiesa protestante di San Tommaso a Strasburgo, il monumento funebre al Maresciallo di Sassonia.
Nel 1776 terminò un marmo con il ritratto di Voltaire nudo che fece molto scandalo.
Nel 1785, anno della sua morte, gli fu concesso il massimo onore, il Cancellierato.
Venne sepolto nel piccolo Cimitero del Calvaire.

## Omaggi
Nel 1803, il suo nome viene dato a una strada di Parigi dove aveva il suo studio, poi alla piazza all'estremità di questa strada e da lì al quartiere di Pigalle, noto in tutto il mondo (nonché a una stazione della metropolitana). Una strada di Gray, che porta al Museo Baron-Martin, porta il suo nome.
Nel 1976, un cratere del pianeta Mercurio viene chiamato Pigalle in suo onore.